# Рохманівський замок
Рохманівський замок — втрачена оборонна споруда в селі Рохманові Шумської громади Кременецького району Тернопільської области України.

## Відомості
У 1587 р. серед володінь родини Боговитинів Рохманів згаданий як містечко із замком.
У 1672 р. внаслідок великої пожежі було знищено замок.